# Rock Creek, Ohio
Rock Creek là một làng thuộc quận Ashtabula, tiểu bang Ohio, Hoa Kỳ. Năm 2010, dân số của làng này là 529 người.

## Dân số
- Dân số năm 2000: 584 người.
- Dân số năm 2010: 529 người.